# Wirich Filip z Daunu
Wirich Filip Vavřinec hrabě z Daunu, kníže z Teana (německy Wirich Philipp Lorenz Reichsgraf von Daun, Fürst von Theano, 19. října 1669, Vídeň – 30. července 1741, Vídeň) byl rakouský šlechtic a vojevůdce císařské armády. Vyznamenal se ve válce o španělské dědictví a v necelých čtyřiceti letech dosáhl hodnosti polního maršála (1708). Později zastával vysoké funkce ve správě enkláv habsburské monarchie, byl místokrálem v Neapoli (1707–1708 a 1713–1719), místodržitelem v Rakouském Nizozemí (1724–1725) a nakonec guvernérem v Miláně (1726–1733). Ve vojenské tradici rodu pokračoval syn Leopold Daun (1705–1766), který dosáhl taktéž hodnosti polního maršála a za sedmileté války proslul jako vítěz bitvy u Kolína.

## Životopis

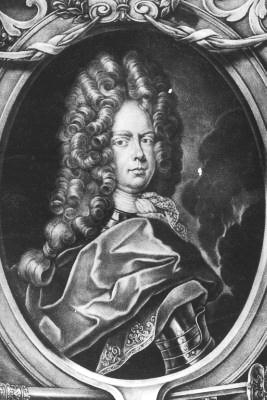
Polní maršál Wirich Filip Daun

Pocházel ze starého německého rodu Daunů (von Daun), původem z Porýní, ovšem během 17. století zdomácnělého v zemích habsburské monarchie. Jeho otcem byl Vilém Jan Antonín hrabě z Daunu (1621–1706), který roku 1657 vstoupil do rakouských služeb. Jeho matka byla Anna Marie Magdalena hraběnka z Althannu (1635–1712) a jeho sourozenci byli Jindřich Josef (1678–1761) a Jindřich Richard (1673–1729), kteří také v armádě dosáhli vysokých hodností.
Od mládí sloužil v armádě, vyznamenal se ve válce s Osmanskou říší a pod Evženem Savojským bojoval v bitvě u Zenty (1697). Na začátku války o španělské dědictví byl jmenován generálním polním vachtmistrem, respektive generálmajorem (1701) a znovu s Evženem Savojským operoval převážně v Itálii. V roce 1704 dosáhl hodnosti polního podmaršála, poté se vyznamenal především obranou Turína v roce 1706 a pak také tím, že hned v následujícím roce se jako vrchní velitel císařských vojsk v Itálii bez boje zmocnil Neapole. Po kompetenčních sporech s Jiřím Adamem z Martinic jej nahradil na postu neapolského místokrále (1707–1708) a dočasně byl postaven mimo aktivní vojenskou službu (1707). Již v lednu 1708 byl jmenován polním maršálem a pokračoval ve výbojích v Itálii. V roce 1709 přinutil papeže Klementa XI. k uzavření míru. Na konci války o španělské dědictví se vrátil do Neapole, kde byl pak dalších šest let znovu místokrálem (1713–1719). Během války čtverné aliance vypravil proti Španělům vojenské jednotky na Sicílii, kde byl však 15. října poražen v bitvě u Milazza. V roce 1719 byl povolán do Vídně, kde se stal městským velitelem a také vrchním velitelem dělostřelectva. V roce 1725 byl jmenován místodržitelem Rakouského Nizozemí (dnešní Belgie). Zde působil jen dočasně do příjezdu nové místodržitelky, císařovy sestry arcivévodkyně Marie Alžběty. I přes krátké působení v Bruselu realizoval některé státoprávní reformy a mimo jiné začlenil belgické vojenské jednotky do struktury císařské armády. Byl také pověřen obchodními záležitostmi ve vztahu k Velké Británii v souvislosti s aktivitami Ostendské společnosti. V roce 1726 odcestoval znovu do Itálie, kde nahradil zemřelého Jeronýma z Colloreda na postu guvernéra v Miláně (1726–1734). Za války o polské dědictví se dostal do obklíčení ze dvou stran, ze severu od francouzského maršála Villarse a od jihu vojskem sardinského krále Karla Emanuela III. Daun musel vyklidit Milán a ustoupit k Mantově, tím upadl v nemilost a vrátil se do Vídně, kde dožil v ústraní.
Zemřel ve svém vídeňském paláci v roce 1741 ve věku 71 let a byl pohřben v augustiniánském kostele ve Vídni.
Byl též císařským tajným radou a komořím. Za zásluhy na italských bojištích během války o španělské dědictví obdržel italské šlechtické tituly markýze z Rivoly (Marchese di Rivola, 1706) a knížete z Teana (Principe di Teano, 1710). Z doby, kdy si císař Karel VI. nárokoval španělský trůn, pochází také titul španělského granda I. třídy. V roce 1712 obdržel Řád zlatého rouna.

### Rodina a majetkové poměry

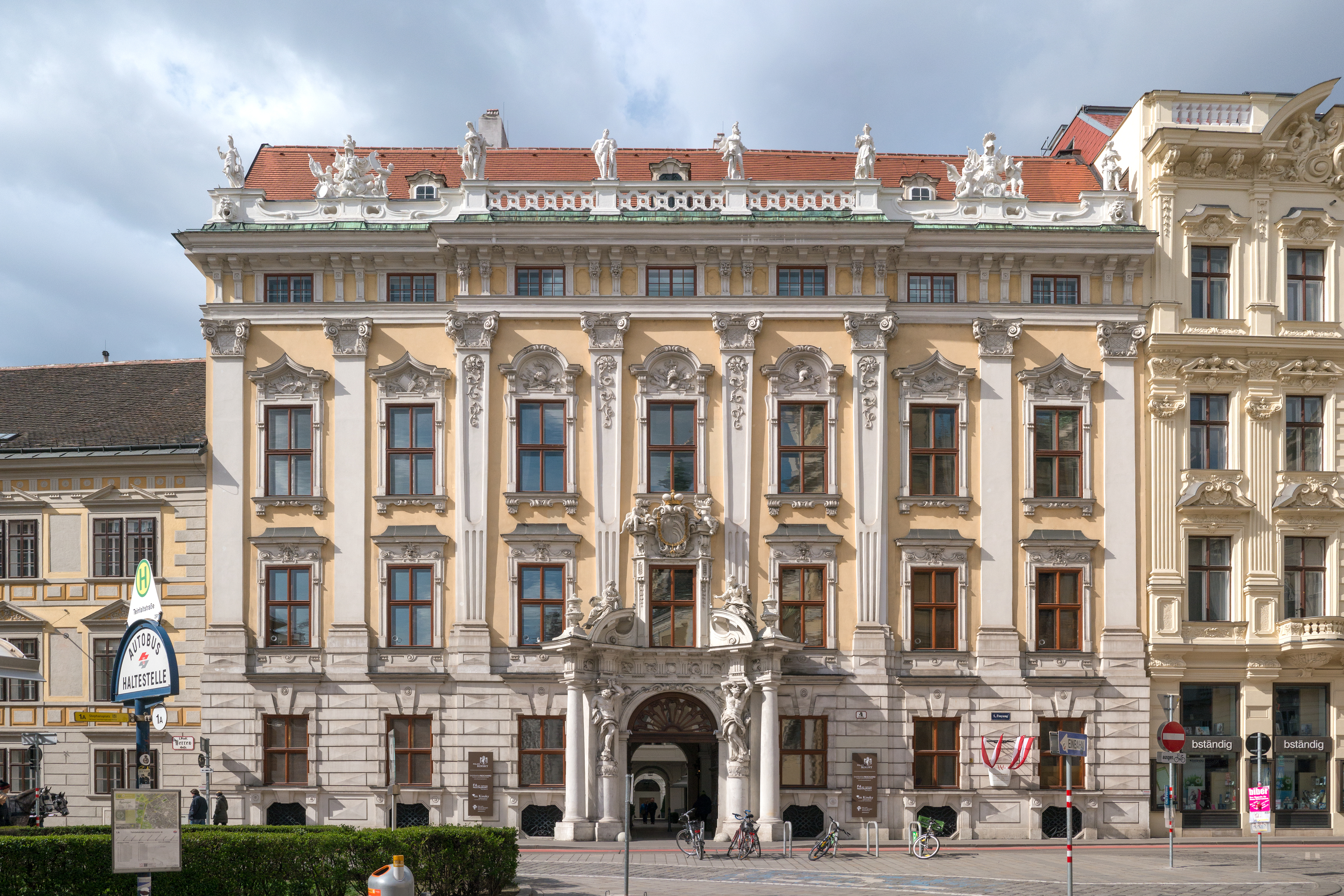
Daunův palác ve Vídni

V roce 1696 se oženil s hraběnkou Marií Barborou z Herbersteinu (1675–1735), dámou Řádu hvězdového kříže. Z jejich manželství se narodilo sedm dětí, dospělosti se dožili však pouze dva synové:
- Ferdinand Jindřich (19. 5. 1698 – 21. 10. 1739), císařský komorník, dolnorakouský vládní rada, manž. 1722 hraběnka Marie Rosina z Herbersteinu (3. 1. 1706 – 1769[16])
- Leopold Josef (24. 9. 1705, Vídeň – 5. 2. 1766, tamtéž), polní maršál, velitel císařských vojsk za sedmileté války a prezident dvorské válečné rady, manž. 1745 Maria Josefa Fuchsová, ovdovělá hraběnka Nosticová (4. 4. 1711, Vídeň – 19. 1. 1764)

Po otci byl dědicem několika panství v Dolním Rakousku (Ladendorf, Kirchstetten). Zámek Ladendorf nechal v roce 1722 barokně přestavět podle projektu Donata d'Allio. Ve Vídni byl jeho sídlem Daunův palác na náměstí Freyung (dnešní obvod Innere Stadt), který byl postaven císařským dvorním architektem Johannem Lucasem Hildebrandtem v letech 1713–1719. Palác včetně hodnotné výzdoby v interiérech patří k významným památkám barokní architektury ve Vídni. Zde také Wirich Daun zemřel. Později se palác dostal do majetku Kinských a byl znám pod názvem Daun-Kinsky Palais, dnes Kinsky Palais.